# Schrämmaschine

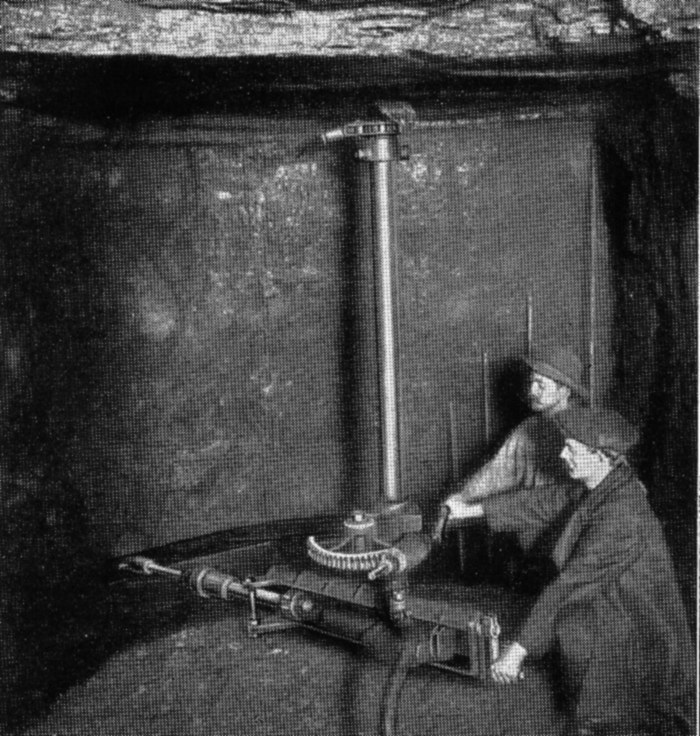
Schrämmaschine

Eine Schrämmaschine, auch Schräme genannt, ist ein Gerät im Bergbau sowie in Steinbrüchen, das zur Erzeugung eines Schrams dient. Es gibt unterschiedlich arbeitende Schrämmaschinen, mit denen auf verschiedene Art und Weise eine Schwachstelle im Gebirgsverband erzeugt wird. Schrämmaschinen waren bis ins 20. Jahrhundert sowohl im englischen, als auch im amerikanischen und deutschen Steinkohlenbergbau als Gewinnungsmaschinen weit verbreitet. Sie waren im Steinkohlenbergbau ein erster und wesentlicher Bestandteil zur Teilmechanisierung des Abbaus.

## Grundlagen
Da der Abbaustoß in der Regel nur eine freie Fläche für die Hereingewinnung des Bodenschatzes bietet, ist es vorteilhaft, dass der Bergmann sich durch das Schrämen eine weitere freie Fläche schafft, von der er das jeweilige Mineral gewinnen kann. Allerdings ist die manuelle Herstellung eines ausreichend tiefen Schrams oftmals sehr zeit- und arbeitsintensiv. Durch den Einsatz entsprechender Maschinen lässt sich diese Schrämarbeit erheblich erleichtern. Die hierfür verwendeten Maschinen werden als Schrämmaschinen bezeichnet, da sich mit ihnen ein Schram parallel zum Hangenden oder Liegenden herstellen lässt. Nach der Erstellung des Schrams durch die Schrämmaschine, lassen sich z. B. bei der Gewinnung von Kohle, größere Kohlenmassen leicht aus dem Verband herauslösen. Neben der Erleichterung der Gewinnungsarbeit kann durch den Einsatz von Schrämmaschinen auch eine größere Menge an Stückkohlen gewonnen werden. Obwohl die Abbauverluste beim Schrämmaschinenbetrieb bei etwa 30 Prozent liegen, konnte auf verschiedenen amerikanischen Bergwerken durch den Einsatz von Schrämmaschinen ein Stückkohlenanteil erzielt werden, der 20-25 Prozent höher lag als beim manuellen Schrämen. Für den optimalen Einsatz von Schrämmaschinen war es erforderlich, dass ein gutes Hangendes vorhanden war, die Flözmächtigkeit ausreichend hoch war und das Einfallen möglichst flach war. Es wurden im Laufe der Jahre verschiedenartigste Schrämmaschinen entwickelt und gebaut. Bis zum Ende des 19. Jahrhunderts wurden die meisten dieser Maschinentypen in England für den dortigen Bergbau mit überwiegend flacher Lagerung entwickelt. Entsprechend ihrer Größe unterscheidet man drei Arten von Maschinen leichte, mittlere und schwere Schrämmaschinen. Die Unterscheidung der Maschinen erfolgt nach ihrem Gewicht. So wiegen leichte Schrämmaschinen bis zu 700-800, mittlere 1000-1200 und schwere Maschinen rund 2000 Kilogramm. Entsprechend ihrer verwendeten Schrämwerkzeuge unterscheidet man vier verschiedene Maschinentypen. So unterscheidet man Schrämmaschinen mit hauendem, mit bohrendem, mit stoßendem und mit schneidendem Werkzeug.

## Geschichte
Erste Anregungen zur Entwicklung einer Schrämmaschine stammen bereits aus dem Jahr 1761 von Michael Menzies. Im Jahr 1862 wurde auf dem Kohlenbergwerk West-Ardslay bei Leeds eine mit Druckluft betriebene Schrämmaschine in Betrieb genommen. Nur wenige Jahre später wurden Schrämmaschinen zur Gewinnung von Marmor im Marmorbrüchen eingesetzt. Im Laufe der zweiten Hälfte des 19. Jahrhunderts wurde die Schrämmaschine von Otto Lilienthal am Königlichen Steinkohlenwerk Zauckerode weiterentwickelt. Hierfür fuhr er im Herbst des Jahres 1876 in den Carola-Schacht ein und begann zusammen mit seinem Bruder die vorhandene Schrämmaschine in einem stillgelegten Stollen zu erproben, um sie dann weiter verbessern zu können. Sein Bruder Gustav beantragte später zwei Patente „auf Verbesserungen an Schrämmaschinen mit Messerscheibe“, die 1877 für die Dauer von fünf Jahren erteilt wurden. Damit wurden Rechtsstreitigkeiten mit der Fa. Hoppe umgangen, die in Preußen ähnliche Patente beanspruchte. Die ursprüngliche Lilienthalsche Schrämmaschine wurde von Hand angetrieben. In den Folgejahren verkaufte er einige Schrämmaschinen an Bergwerke in Sachsen, Schlesien, Tirol, Ungarn und Galizien. Die handgetriebenen Schrämmaschinen konnten sich jedoch nicht dauerhaft durchsetzen. Insbesondere die damaligen Werkstoffe waren für einen Einsatz noch nicht geeignet, sodass der Einsatz der Maschine keinen nennenswerten Erfolg beim Schrämen brachte. Im Ruhrbergbau wurden im Jahr 1875 auf der Zeche Ruhr & Rhein erstmals Versuche zum Lösen von Steinkohle mittels Schrämmaschinen durchgeführt, die sich jedoch, aufgrund der örtlichen Gegebenheiten und der Unhandlichkeit der Maschinen, nicht durchsetzen konnten. Aufgrund einer wirtschaftlichen Depression in den Jahren 1878/79 kam der Einsatz der Schrämmaschinen auf den Steinkohlenbergwerken für einige Zeit zum Erliegen. Im Jahr 1881 wurde ebenfalls auf dem Königlichen Steinkohlenwerk Zauckerode ein Versuch mit einer Ringschrämmaschine durchgeführt, der ebenfalls ohne Erfolg zu Ende ging. Im Jahr 1890 kam auf der preußischen Staatszeche Viktoria eine Schrämmaschine zum Einsatz. Praktisch im deutschen Steinkohlenbergbau eingeführt wurde die Schrämmaschine aber erst um das Jahr 1900. Im französischen Steinkohlenbergbau wurden im Jahr 1904 Versuche mit Schrämmaschinen auf der Grube Escapelle durchgeführt, die jedoch keine zufriedenstellenden Ergebnisse erbrachten. In den Vereinigten Staaten von Amerika waren im Jahre 1906 bereits 10.212 Schrämmaschinen im Betrieb, in Großbritannien wurden im selben Jahre 1.136 Schrämmaschinen betrieben. Im Jahr 1914 waren auf den Bergwerken des preußischen Staatsbergbaus gerade einmal 17 Schrämmaschinen im Einsatz. Im sächsischen Bergbau waren seit 1926 fünf stoßende Schrämmaschinen auf dem Steinkohlenwerk Zauckerode erfolgreich im Einsatz. Im Laufe der ersten Hälfte des 20. Jahrhunderts wurden die Schrämmaschinen immer weiter verbessert und bis in die 1950er Jahre hin zum Walzenlader entwickelt.

## Schlagende Schrämmaschinen
Von den schlagend wirkenden oder mit hauendem Werkzeug ausgestattete Schrämmaschinen wurden mehrere Typen entwickelt, die in ihrer Funktion ähnlich waren. Angetrieben wurde die Mechanik der Maschine jeweils durch einen Druckluftmotor. Die erste Maschine, die nach diesem Prinzip arbeitete, war die Maschine von Firth und Dennistope. Bis zu drei dieser Maschinen wurden zeitgleich mittels eines über Tage installierten Kompressors über eine rund 1000 Meter lange Rohrleitung mit 3,5-385 Atü Druckluft versorgt. Die Maschine war so konstruiert, dass sie den gleichen Bewegungsablauf nachahmte, wie ihn die Bergleute beim Schrämen mittels Keilhaue durchführten. Über ein Gestänge wurde von der Schrämmaschine dabei eine Art Keilhaue bewegt. Der Motor stand bei dieser Maschine auf einem Wagen, der aus Winkeleisen gebaut war. Der Wagen war 1,25 Meter lang, 0,785 Meter breit und einen Meter hoch. Er wurde zwischen der Ortsbrust und der letzten Stempelreihe in einem Abstand von einem Meter vor der Ortsbrust auf einem Schienengleis hin- und herbewegt. Der Kolben des Motors hatte einen Durchmesser von 131 Millimetern und einen Hub von 314 Millimetern. Die Keilhaue war komplett aus Eisen gefertigt und hatte eine Schneidenbreite von 39 bis 52 Millimetern. Es gab einfache und doppelklauige Keilhauen. Im optimalen Fall konnte die Maschine 60-70 Schläge in der Minute ausführen.  Bei jedem Schlag konnte die Keilhaue 26 bis 39 Millimeter herausarbeiten. Um einen ein Meter tiefen Schram zu erstellen, benötigte sie drei Durchgänge. Die Maschine war in der Lage, in einer achtstündigen Schicht bis zu 105 Meter Flöz zu unterschrämen. Nachteilig war bei dieser Maschine, dass der Wagen aufgrund des heftigen Rückschlages durch den Kolben häufig aus den Schienen sprang. Auch waren die Schrämergebnisse nicht sehr gut, da durch die mehrfachen Durchgänge beim Schrämen Kohlestückchen nachfielen und den Schram verengten. Die Maschine war auch sehr reparaturanfällig und hatte einen hohen Druckluftverbrauch.

### Entwicklungen
Auf der Basis dieser Maschinen wurden weitere Typen entwickelt, die zwar einige Verbesserungen hatten, aber auch andere Mängel aufwiesen. Die Schramhaumaschine von Grafton Jones war nicht in der Lage, die äußeren Ecken des Schlitzes zu bearbeiten, so dass der Schlitz die Form eines Kreissegmentes hatte. Eine Maschine der Maschinenfabrik Hoppe, die als Hoppe'sche Hacke bezeichnet wurde, war mit zwei Hauen ausgestattet, wobei jede Haue einen separaten Bereich der Schram bearbeitete. Eine der Hauen hatte eine Klingenbreite von 30, die andere von 70 Millimetern. Da beide Hauen wechselseitig das Flöz so bearbeiteten, so dass, wenn die eine Haue schlug, die andere zurückschnellte, blieb der Unterwagen relativ ruhig. Insgesamt bewährten sich die schlagenden Schrämmaschinen im Betrieb nicht. Bereits Anfang des 20. Jahrhunderts wurden sie durch anders arbeitende Schrämmaschinen ersetzt und hatten fortan nur Museumswert.

## Schrambohrmaschine
Eine Schrambohrmaschine ist eine Bohrmaschine, mit der gleichzeitig bis zu zehn Bohrer gedreht werden. Die Mechanik der Maschine samt der Bohrer befinden sich auf einem Tisch. Der Tisch ist auf einem Unterwagen montiert und lässt sich seitlich hin- und herbewegen. Diese Konstruktion ähnelt dem Support bei einer Drehbank. Angetrieben wird der gesamte Apparat durch einen Druckluftmotor mit drei Zylindern. Mit der Maschine können so in einer bestimmten Höhe nebeneinander in kurzen Abständen Löcher in das Mineral gebohrt werden. Wenn ein Satz Bohrungen fertig gebohrt ist, werden die Bohrer zurückgezogen und der Tisch mit einem Hebel so zur Seite bewegt, dass bei einem erneuten Bohrvorgang eine Wandstärke von jeweils zehn Millimetern zwischen den einzelnen Bohrlöchern stehen bleibt. In den Bereichen, die sich mit der Konstruktion nicht erreichen lassen, müssen die Löcher mit einer einfachen Bohrmaschine erstellt werden. Das restliche stehenbleibende Material lässt sich leicht wegbrechen, sodass man einen Schram erhält. Beispielhaft für diesen Typ Schrämmaschine sind die Sommersche Schrämmaschine und die Korfmannsche Schrämmaschine zu nennen.

## Stoßende Schrämmaschinen
Vom Aufbau und der Arbeitsweise haben stoßend wirkende Schrämmaschinen große Ähnlichkeit mit den Stoßbohrmaschinen. Es wurden oft sogar die gleichen Maschinen für das Schrämen benutzt wie für das Bohren. Allerdings wurden die Maschinen hin- und herbewegt, dadurch entstand dann kein rundes Bohrloch, sondern ein länglicher Schram. Es gab Schrämmaschinen mit mechanischem Vorschub und Maschinen, bei denen der Vorschub von Hand erfolgte. Es wurden fahrbare und auf Säulen schwenkbare Maschinen gebaut. Zudem gab es auch Handschrämmaschinen wie den Frankschen Schrämmeißel. Stoßend wirkende Schrämmaschinen wurden überwiegend in Streckenauffahrungen und zum Schrämen von wenig breiten Abbaustößen genutzt.

### Fahrbare Schrämmaschinen
Die ersten stoßend wirkenden Schrämmaschinen kamen über das Versuchsstadium nicht hinaus. Der Grund hierfür lag in ihrer Bauweise. Da die Maschinen mit Druckluft betrieben wurden, waren sie sehr groß und unhandlich. Pneumatische Antriebe waren auch wegen der Kompressibilität von Luft wenig geeignet. Besser eigneten sich Motoren, die mit Wasserdruck angetrieben wurden. Die Firma Carratt Mashall & Company in Leeds entwickelte eine Maschine, die eine Wassersäule als Antrieb hatte. Diese wurde auf einem eisernen Wagen befestigt, der auf einem Gleis stand, und mit einer Kette vorwärts bewegt. Die Kette war als Endloskette ausgeführt und von der Maschine mittels Kettenstern angetrieben. Die Umlenkung erfolgte am Ende der Schiene. Die Maschine konnte durch eine Umkehrfunktion auf dem Gleis hin- und herbewegt werden. Die Maschine konnte sich jedoch im Betrieb wegen des hohen Wasserverbrauchs von fünf Kubikfuß pro Minute nicht bewähren.
Die Schrämmaschine von Schram war vom Grundaufbau die gleiche Maschine wie die Schram'sche Bohrmaschine. Anstelle des Bohrers wurde ein Schrämeisen eingesetzt. Das Schrämeisen war mit Zähnen versehen. Die Maschine wurde mit einem Druckluftmotor betrieben und war auf einem Wagengestell beweglich montiert. Da der Unterwagen leicht beweglich war, benötigte man hierbei keine Gleise. Bei Steigungen wurde der Wagen mit einem Haspel gezogen. Die Maschine war so auf dem Wagen montiert, dass sie unter einem bestimmten Winkel gegen das zu schrämende Mineral stoßen konnte. Die seitliche Bewegung der Maschine erfolgte mittels einer Gewindestange mit Kurbel. Auch die Vorwärtsbewegung des Meißels erfolgte mittels einer Gewindestange mit Kurbel. Der beim Schrämen entstehende Staub wurde mit Druckluft weggeblasen. Das Gestell der Maschine wurde mittels Gewindestangen gegen Sohle und Firste verstrebt. Die Maschine machte pro Minute 400 bis 500 Stöße, und man konnte mit der Maschine in 10 Stunden eine Fläche von bis zu 156 Quadratmetern unterschrämen. Für den deutschen Steinkohlenbergbau waren diese Maschinen nur wenig geeignet, Hauptverbreitungsgebiet für die fahrbaren Stoßschrämmaschinen war im 20. Jahrhundert Nordamerika.

### Säulen-Schrämmaschinen

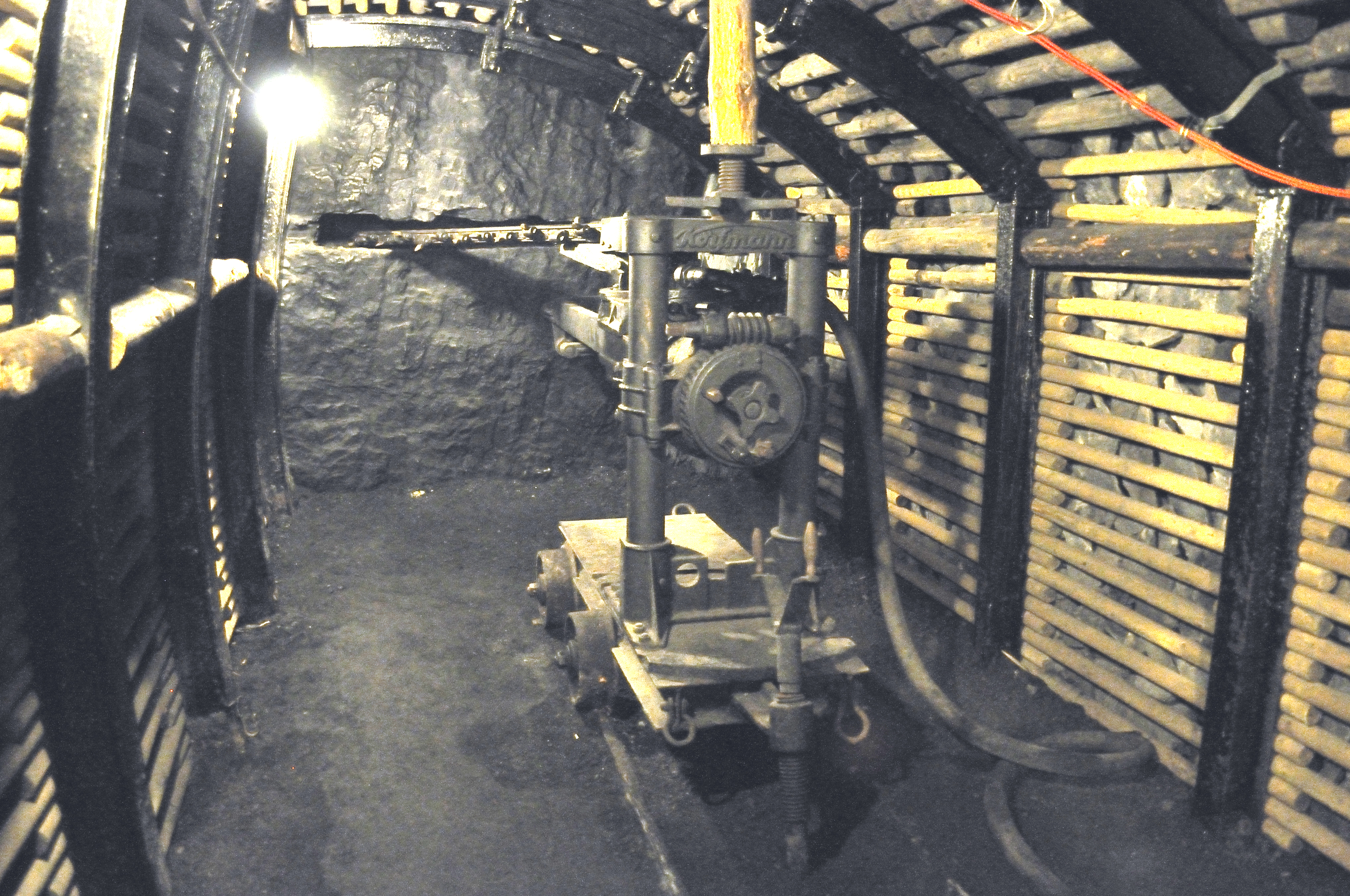
Korfmann-Schrämmaschine im Bergbaumuseum Bochum

Eine der ersten Säulenschrämmaschinen war die Eisenbeissche Schrämmaschine. Diese Maschine wurde von dem Grubenschlosser Eisenbeis aus Saarbrücken entwickelt. Das Prinzip, mittels Säulenmaschinen zu schrämen, war bereits vorher aus den USA bekannt. Für die Eisenbeissche Schrämmaschine wurde eine Stoßbohrmaschine mit Schrämstangen und Schrämkrone um eine Spannsäule und einen Führungssektor mit Drehstück ergänzt. Auf die aufgestellte Spannsäule wurde der Führungssektor an einer verschiebbaren Kluppe befestigt, die sich an der Säule befand. Vorschub und Schwenken der Maschine erfolgten jeweils mit einer separaten Kurbel. Um genügend tief zu schrämen, musste die Schrämstange während des Schrämvorgangs mehrmals gegen eine längere Stange ausgetauscht werden. Aufgrund der speziellen Verbindung zwischen Maschine und Säule ließen sich mit dieser Säulenschrämmaschine Schlitze in unterschiedlicher Höhe und unter beliebigem Winkel erstellen. Voraussetzung war, dass der Führungssektor immer parallel zum erstellenden Schram an der Bohrsäule befestigt wurde. Zum Aufstellen und Abrüsten waren zwei Bergleute nötig, zur Bedienung der Maschine nur ein Bergmann. Aufgrund der Erfahrungen mit der Eisenbeissche Schrämmaschine war es später auch möglich, alle stoßenden Bohrmaschinen zu Schrämmaschinen umzubauen. Einen ähnlichen Aufbau wie die Eisenbeissche Schrämmaschine hatten die Schrämapparate von Schwarz und Sirtaine. Mit einer Säulenschrämmaschine kann ein Schram von vier bis fünf Metern Breite erstellt werden, ohne die Maschine umzusetzen. Die Tiefe des Schrams beträgt dabei zwei bis drei Meter. Ein geübter Schrämer kann in einer achtstündigen Schicht zwischen zwölf und fünfzehn Quadratmeter unterschrämen, Spitzenleistungen lagen sogar bei zwanzig Quadratmetern. Säulenschrämmaschinen haben sich besonders in der Streckenauffahrung bewährt. Im deutschen Steinkohlenbergbau waren Säulenschrämmaschinen aufgrund der hier vorkommenden Verhältnisse auch für den Einsatz im Abbau geeignet. Allerdings wurden sie aufgrund der verhältnismäßig geringen Schrämleistung durch spezielle Strebschrämmaschinen verdrängt.

### Handschrämmaschinen
Ein weiterer Maschinentyp war die Handschrämmaschine. Diese Maschine war als die Franksche Schrämmaschine bekannt. Diese Maschine, die auch als Frankscher Schrämmeißel bezeichnet wird, diente später als Konstruktionsmuster für den Bau des Abbauhammers. Sie war wesentlich kleiner, wog nur 4,5 Kilogramm und hatte kein Untergestell. Bei dieser Maschine wurde ein Kolben in einem Zylinder mittels Druckluft hin und her bewegt. Der Hub des Kolbens betrug bei dieser Maschine elf Millimeter.  Die Maschine wurde von einem Bergmann manuell in der Schram hin- und hergeführt. Als Schrämstahl wurde eine runde Stahlstange mit flachem Meißel verwendet. Der Meißel wurde im spitzen Winkel am Abbaustoß entlanggeführt, dabei wurden mit dem Werkzeug Stücke aus der Schrämschicht herausgesprengt und so eine Schram erstellt. Versuche, diesem Maschinentyp zum Schrämen von Steinkohle zu nutzen, brachten jedoch nur mäßige Erfolge. Seit 1892 wurde die Maschine dann im Mansfelder Kupferschieferbergbau zum Schrämen im Kupferschiefer eingesetzt. Auch wenn die Maschine im Steinkohlenbergbau nur wenig  brauchbar war, so konnte sie sich im Mansfelder Kupferschieferbergbau gut bewähren. Sie wurde bis in die erste Hälfte des 20. Jahrhunderts noch im Kupferschieferbergbau zum Schrämen verwendet.

## Schneidende Schrämmaschinen
Bei den schneidend oder fräsend wirkenden Schrämmaschinen unterscheidet man Maschinen mit Schrämrad, Maschinen mit Schrämkette und Maschinen mit Schrämstange. Die nach diesem Prinzip arbeitenden Maschinen wurden verstärkt im amerikanischen und im englischen Bergbau eingesetzt. Im deutschen Bergbau konnten sich die fräsenden Schrämmaschinen aufgrund der Gebirgsverhältnisse zunächst nur mäßig durchsetzen. Seit den 1910er Jahren wurden diese Maschinentypen auch im deutschen Steinkohlenbergbau eingesetzt. Schneidende Schrämmaschinen wurden überwiegend im Abbau eingesetzt. Diese Maschinen wurden auch als Strebschrämmaschinen bezeichnet. Gelegentlich wurden schneidende Schrämmaschinen auch in der Vorrichtung eingesetzt.

### Maschinen mit Schrämrad
Bei diesem Maschinentyp wird ein gezahntes Rad, das die Höhe des gewünschten Schrames hat, als Schneideinheit verwendet. Von der Arbeitsweise ähnelt diese Maschine einer großen Kreissäge. Das Fräsrad wird auf dem sogenannten Schmetterling, einer großen Eisenplatte, gelagert. Der Schmetterling ist am Gestell der Maschine befestigt. Angetrieben wird die Mechanik über einen Druckluftmotor mit zwei Kolben. Die Zylinder des Motors sind auf einem Wagen gegeneinander versetzt montiert. Der Motor treibt ein Zahnrad an, welches wiederum für den Antrieb des Fräsrades sorgt. Der Unterwagen der Maschine ist auf einem Gleis abgestellt, mit einem Seilzug zieht sich die Maschine selbstständig weiter. Das Seil wird dabei auf eine auf dem Wagen montierte Seiltrommel aufgewickelt. Die Maschinen wiegen je nach Größe zwischen 1,5 und 2,5 Tonnen. Das Schrämrad hat einen Durchmesser von 1,6 Metern, allerdings kann mit dem Rad nur eine Schramtiefe von 1,25 Metern erstellt werden. Der Grund hierfür lag in der Konstruktion der Maschine. Im Mansfelder Bergbau wurde ein Projekt zum Bau einer Schrämmaschine von der Firma Turley begonnen, das aber nicht zu Ende geführt wurde. Im deutschen Steinkohlenbergbau hat sich die Radschrämmaschine, aufgrund der dort vorherrschenden Verhältnisse, nicht bewährt. Dies lag in erster Linie daran, dass sich das Schrämrad sehr leicht in der Kohle festsetzte.

### Maschinen mit Schrämkette

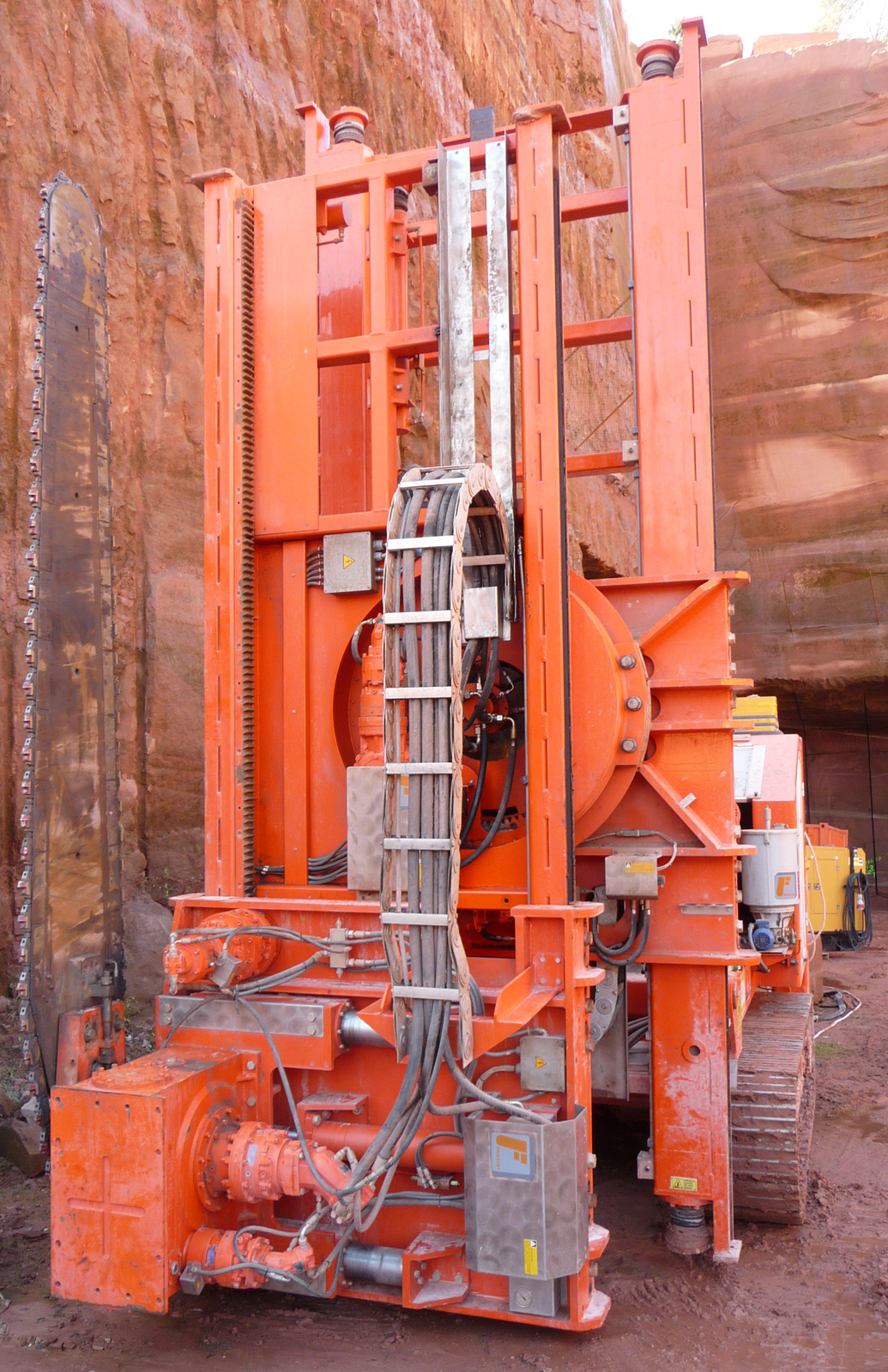
Schrämmaschine im Rothbacher Sandsteinbruch

Bei diesem Maschinentyp unterscheidet man fest aufgestellte und bewegliche Maschinen. Die fest aufgestellten Maschinen besitzen einen rechteckigen Hauptrahmen. Dieser Hauptrahmen wird mit seiner Längsachse senkrecht zum Stoß aufgestellt. Der Abstand zum Stoß wird dabei sehr gering gehalten. Der gesamte Rahmen wird mit mehreren Verstrebungen gegen Verschieben gesichert. Im Hauptrahmen ist ein zweiter Rahmen beweglich auf Gleitschienen montiert. Die horizontale Bewegung des inneren Rahmens auf den Schienen erfolgt mittels einer Zahnstange. Um den gesamten Umfang des inneren Rahmens befindet sich die über Kettensterne geführte Schrämkette. Auf dem hinteren Ende des Rahmens befindet sich ein Druckluftmotor. Dieser sorgt zum einen für den Antrieb der Schrämkette und zum anderen für die Vorwärtsbewegung des inneren Rahmens. Später gab es auch Maschinen, bei denen der Antrieb der Schrämkette mittels eines Elektromotors erfolgte. Für die Steuerung der Maschine gab es mehrere Steuerhebel. Wird die Maschine in Gang gesetzt, bewegt sich die Kette mit einer Geschwindigkeit von 1,3 bis 1,5 Metern pro Sekunde, es wird dabei ein Schram mit einer Höhe von elf bis dreizehn Zentimetern erstellt. Die Maschinen erzeugte einen schmaleren Schram als Stangenschrämmaschinen und es entstand beim Schrämen gröberes Schrämklein. Ist die vorgegebene Schramtiefe erreicht, wird der Steuerhebel umgestellt und die Maschine bewegt den inneren Rahmen zurück in die Ausgangsposition. Damit die Maschine seitlich verschoben werden kann, müssen die Verstrebungen gelöst und anschließend wieder befestigt werden. Für das Einschrämen benötigte man mit der Maschine etwa sechs bis sieben Minuten, das seitliche Versetzen dauerte zwei bis drei Minuten. Mit diesen Maschinen konnten pro Stunde elf bis vierzehn Quadratmeter unterschrämt werden. Allerdings war die Maschine, aufgrund ihres relativ hohen Gewichtes, nur für flache Lagerung geeignet. Auch benötigten sie aufgrund ihrer Größe sehr viel Platz. Für die Schrämarbeit im Streb gab es bewegliche Kettenschrämmaschinen, die in ihrem Aufbau den Maschinen mit Schrämrad sehr ähnlich waren. Diese Maschinen wurden mit einem Elektromotor angetrieben. Die Kettenschrämmaschine wurde insbesondere im Steinkohlenbergbau im großen Stil eingesetzt. Insbesondere im englischen und amerikanischen Steinkohlenbergbau wurden bevorzugt Kettenschrämmaschinen verwendet.

#### Modifikationen
In der ersten Hälfte des 20. Jahrhunderts wurden die Kettenschrämmaschinen verbessert. Diese Maschinen bestanden aus einem Schrämkopf, der Vorschubwinde, und dem Antriebsmotor. An dem Schrämkopf ist ein schwenkbarer Schrämarm befestigt, um den die Schrämkette läuft. Im Schrämkopf befinden sich ein Getriebe und die maschinellen Schwenkeinrichtungen für den Schwenkarm. Der Schwenkarm lässt sich mit einem hydraulischen Getriebe maschinell oder manuell mit einer Knarre schwenken. Als Antriebsmotoren wurden Druckluftmotoren mit einer Leistung von 55 Kilowatt und einem Druckluftverbrauch von bis zu 3000 Kubikmetern pro Stunde oder schlagwettergeschützte Kurzschlussläufermotoren mit Leistungen bis zu 80 Kilowatt eingesetzt. Die Vorschubwinde wird benötigt, um die Schrämmaschine am Stoß entlang zu ziehen. Die Winde ist gegen Überlastung geschützt und bleibt bei Überlast stehen. Die Vorschubgeschwindigkeiten waren entsprechend der Kohlenhärte umschaltbar. Es wurden auch Maschinen mit Doppelausleger konstruiert und eingesetzt. Diese hatten zwei übereinander angeordnete Schwenkarme. Der Abstand der Schwenkarme war zwischen 500 und 1000 Millimetern verstellbar, sodass die Maschine den jeweiligen Bedingungen vor Ort anpasst werden konnte. Beide Schwenkarme waren miteinander gekuppelt und konnten so manuell oder maschinell gemeinsam ein- oder ausgeschwenkt werden. Es gab auch Maschinen, die sowohl einen Schram als auch einen Kerb erstellen konnten. Diese Maschinen bestanden aus einem senkrechten Führungsrahmen und einem aus drei Rohren gebildeten waagerechten Führungsrahmen. Auf dem waagerechten Führungsrahmen befand sich die eigentliche Schrämmaschine. Die komplette Maschine wurde durch ein Raupenfahrwerk bewegt. Der Antriebsmotor der Maschine hatte eine Leistung von 20 Kilowatt. Mit der Maschine konnten Schlitze von 90 Millimeter Dicke erstellt werden. In den 1950er Jahren wurden in einigen Bergrevieren der DDR Schrämmaschinen eingesetzt, die mit einer Fernsteuerung ausgestattet waren. Aus den Schrämmaschinen mit Schrämkette wurde in den USA der Continuous Miner vom Typ Ripper entwickelt.

### Maschinen mit Schrämstange
Dieser Maschinentyp wurde in der ersten Hälfte des 20. Jahrhunderts im deutschen Steinkohlenbergbau verstärkt bei der Gewinnung von Steinkohle eingesetzt. Die ersten verwendeten Maschinen dieses Typs stammten aus England und waren unter dem Namen Pick-Quick Maschinen bekannt. Stangenschrämmaschinen ähneln im Aufbau den Kettenschrämmaschinen, sie haben jedoch einen anderen Schrämkopf. Die Maschine besteht im Wesentlichen aus vier Teilen, der eigentlichen Antriebsmaschine, der Schrämstange mit Vorgelege, der Haspelvorrichtung und dem Schlitten. Es gab Maschinen mit Druckluftmotor und Maschinen mit Elektromotor. Vorteilhaft bei der Stangenschrämmaschine war, dass sie auch unter schwierigen Verhältnissen einsetzbar war, da sich die Schrämstange den wechselnden Flözverhältnissen anpassen ließ. Da die Schrämstange um mehr als 180 Grad schwenkbar ist, kann sie sich somit an jeder beliebigen Stelle des Strebstosses ohne Hilfsmittel in das Flöz einarbeiten und jederzeit wieder herausgeschwenkt werden. Beim Einsatz der Maschine wurde, genauso wie bei der Kettenschrämmaschine, etwa ein Viertel der eingesetzten Zeit für Nebenarbeiten benötigt. Da die Maschinen mit einem Gewicht von etwa zwei Tonnen relativ schwer waren, waren sie ebenso wie die Kettenschrämmaschinen nur für die flache Lagerung geeignet. Dennoch konnten Störungen im Flöz mit der Maschine leicht überwunden werden, indem man sie überging. Nachteilig ist bei der Stangenschrämmaschine, dass etwa zwei Drittel des Kohlenkleins in der Schram verbleibt, was zur Folge hat, dass der Kohlenstoß nicht zuverlässig hereinbricht.

## Einsatz

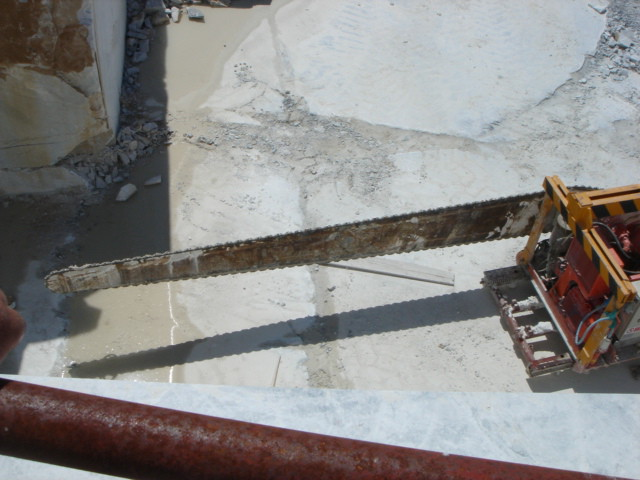
Schräme (Sägeblatt ca. 5 m lang) im Marmorsteinbruch

Im Bergbau wurden Schrämmaschinen eingesetzt, um für die Förderung einen oder mehrere schräge Schlitze in das zu gewinnende Mineral bzw. in das Kohleflöz zu erstellen. Auf diese Weise konnte die Kohle leichter mittels Hacke oder sonstiger Geräte herausgebrochen werden. Im 20. Jahrhundert wurde die maschinell unterschrämte Kohle auch mit dem Abbauhammer hereingewonnen. Der Walzenschrämlader ist die Weiterentwicklung zu einer Kombination aus einer Schrämmaschine/Schrämwalze, die das Abbaugut aus dem Flöz trennt, und einem Querräumer zum Verräumen des Abbaugutes z. B. auf einen Doppelkettenförderer, so dass Gewinnung und Verladung vollmechanisch ausgeführt werden.
In Steinbrüchen schneidet man mit Schrämmaschinen ganze Blöcke aus der Wand. Die Arbeitstiefe der Schräme im Steinbruch liegt, je nach verwendetem Maschinentyp, zwischen zwei und drei Metern. Die Sägekette hat Kettenglieder, die entweder aus Hartmetall oder aus Hartmetall mit Diamanteneinlagen bestehen. Schrämen sägen nur im Weichgestein (Marmor, weicher Kalkstein, tongebundene Sandsteine oder Tuffe).